# Ang
Ang är en tvärställd konsol i kinesiska takkonstruktioner: den fungerar som en hävarm. En angdou är placerad direkt under ett tak, som sluttar nedåt mot takskägget.